# Zone interdite temporaire
À ne pas confondre avec une zone immergeable temporaire, destinée à être noyée en cas de crue, pour prévenir des dégâts ailleurs
Les zones interdites temporaires (ZIT) sont des zones de l'espace aérien dans lesquelles le vol des aéronefs est interdit à titre temporaire, pour des raisons de sûreté aérienne (protection de sites sensibles). Ces zones sont publiées par la voie de l'information aéronautique temporaire (NOTAM / SUP AIP) et figurent sur les cartes aéronautiques (1:1000 000, 1:500 000, cartes d'approche à vue (VAC) si proches d'un aérodrome). Ces zones sont imperméables aux aéronefs en vol à vue (VFR) (ce sont généralement les petits avions monomoteur d'aéro-clubs) et perméables aux aéronefs en vol aux instruments (IFR) (appareils gros porteurs tels les Airbus ou les Boeing) sous certaines conditions.